# Six-Fours-les-Plages
Six-Fours-les-Plages est une commune française située au bord de la Méditerranée dans le département du Var, en région Provence-Alpes-Côte d'Azur. Elle fait partie de la métropole Toulon Provence Méditerranée.
Son territoire, géographiquement privilégié bien que soumis à un important mistral, est caractérisé par une importante partie boisée et une urbanisation concentrée sur la côte et autour du fort de Six-Fours. Ce dernier se situe sur une colline remarquable et protège la rade de Toulon, que la commune entoure. La ville, qui comptait 33 339 habitants au dernier recensement de 2015, est la septième plus peuplée du département et se trouve au cœur de l'agglomération toulonnaise qui, avec ses 569 793 habitants, constitue la 3e plus importante de la région.
Au départ simple hameau situé sur la colline du fort et ceint d'une imposante muraille composée de plusieurs tours (d'où sa toponymie), la commune voit sa population augmenter à partir des années 60 à mesure du développement du tourisme et de l'urbanisation subséquente. Elle constitue aujourd'hui tout à la fois une banlieue résidentielle de Toulon et une station balnéaire appréciée pour son patrimoine naturel.

## Géographie

### Localisation

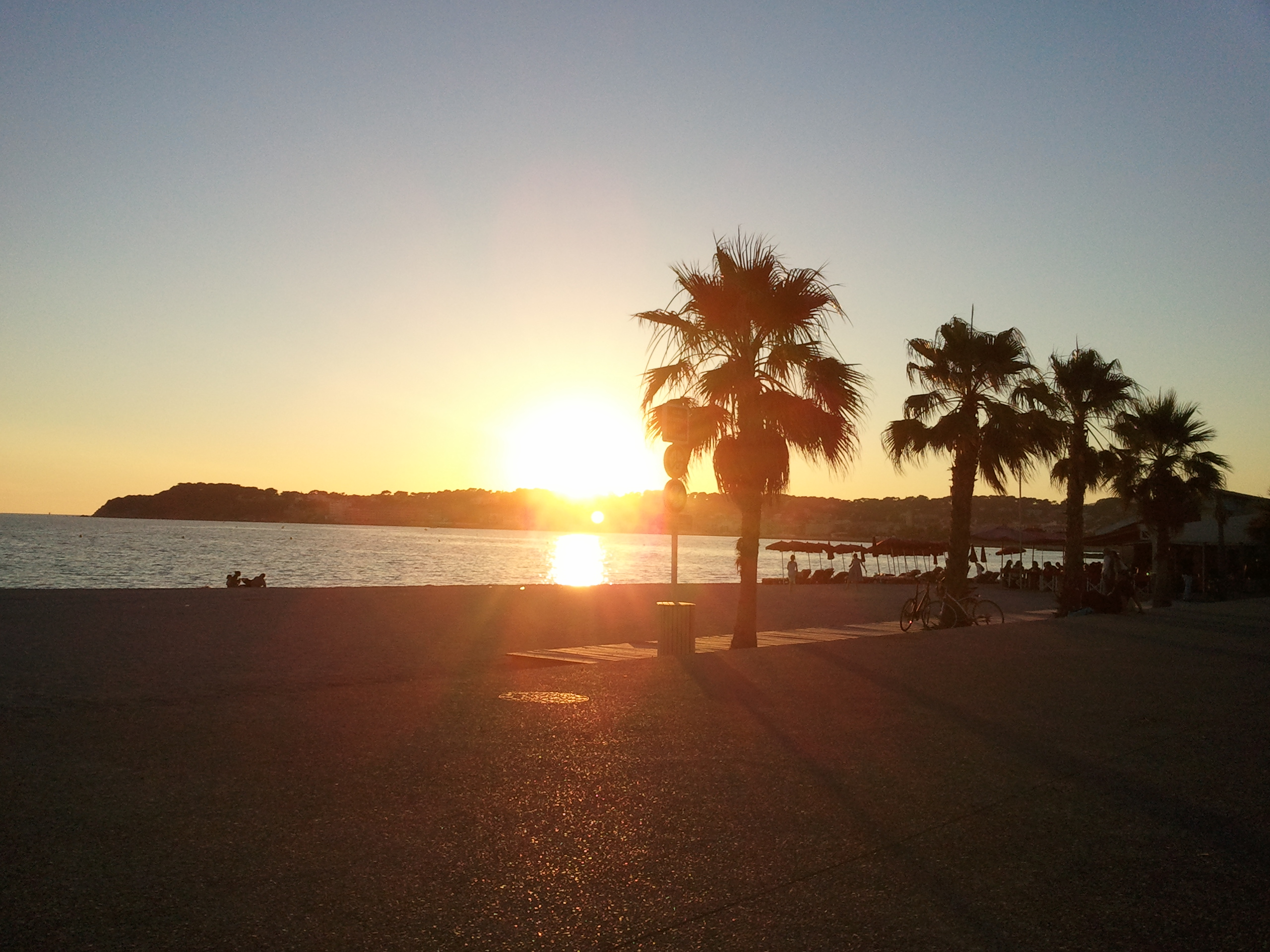
Coucher de soleil sur la plage de Bonnegrâce.
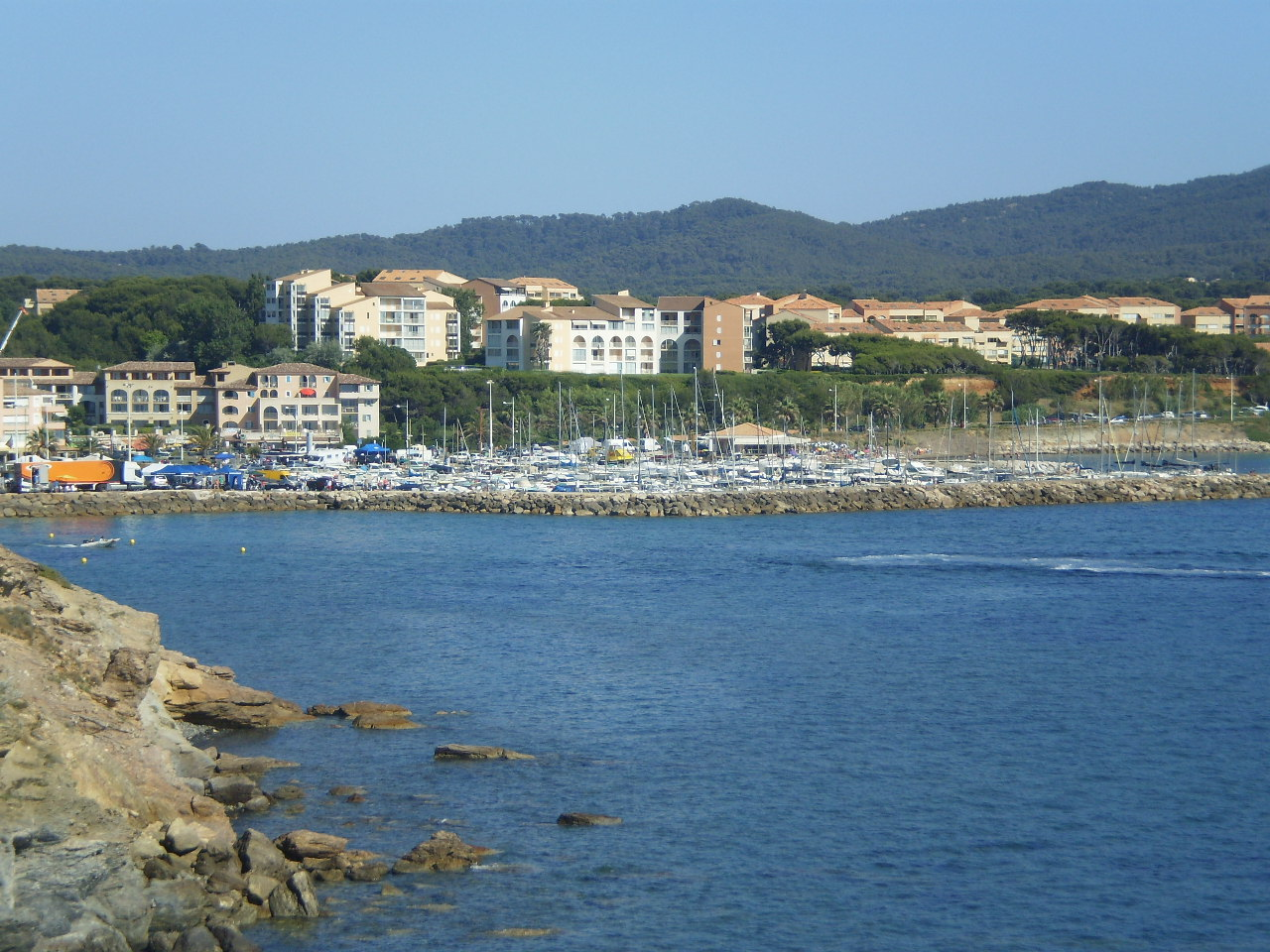
Port de la Coudoulière.
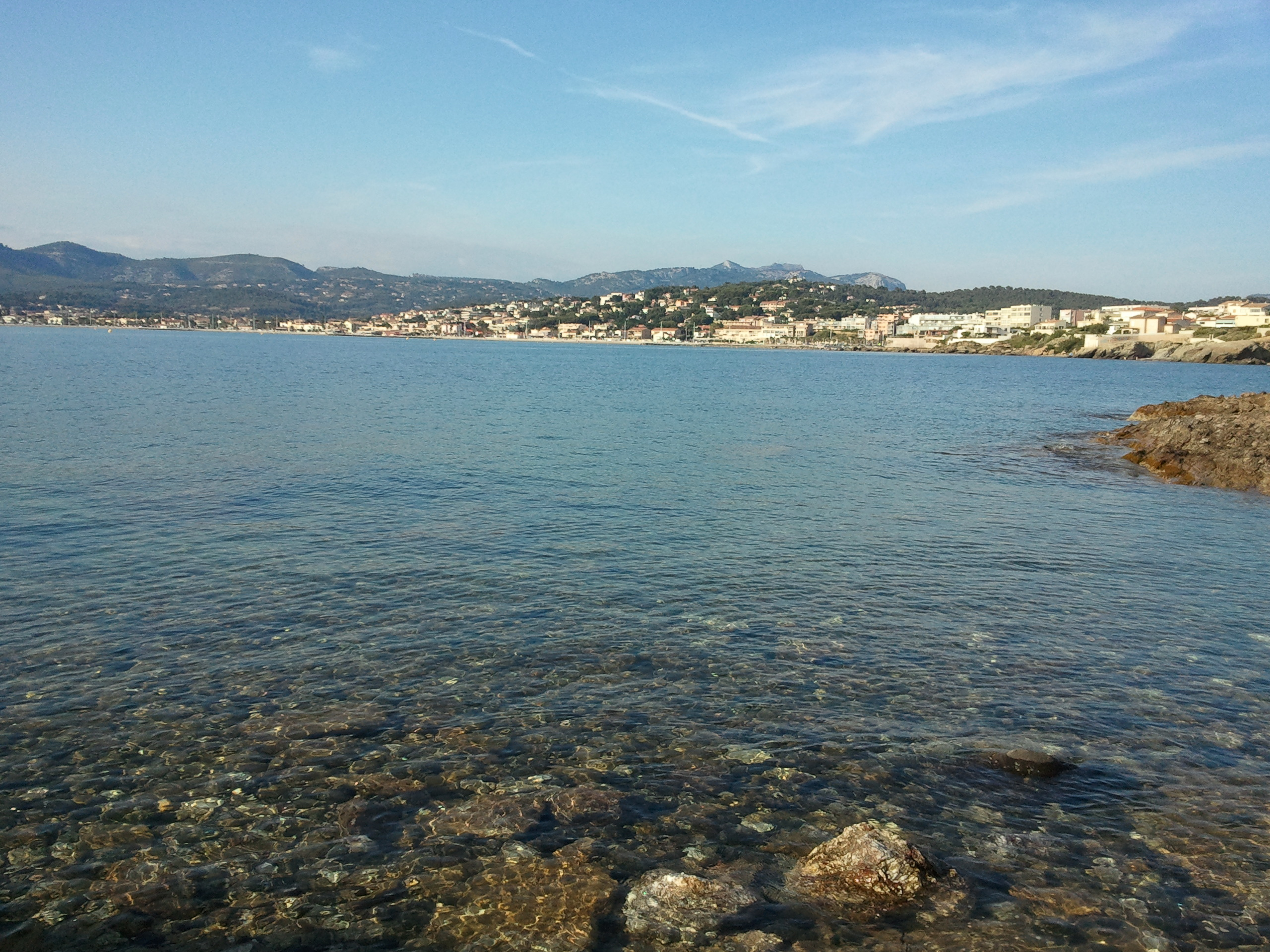
Vue en direction de Sanary depuis le cap Nègre.
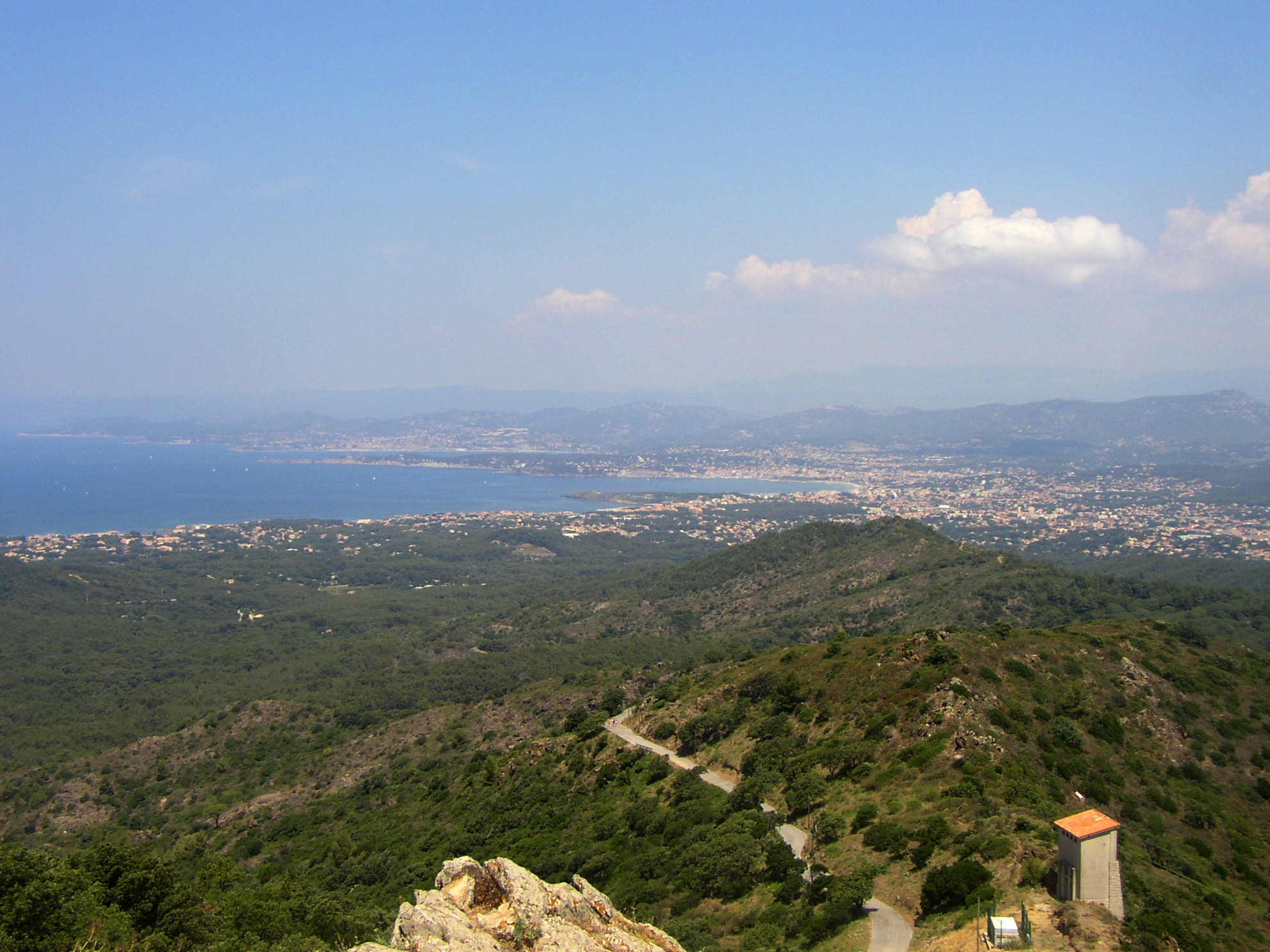
Vue de l'ensemble de la commune de Six-Fours depuis Notre-Dame du Mai.

Six-Fours se trouve entre les communes d'Ollioules, Sanary-sur-Mer et La Seyne-sur-Mer.
Elle forme avec La Seyne-sur-Mer et Saint-Mandrier une péninsule s'avançant dans la mer Méditerranée et protégeant la rade de Toulon. La protection offerte à la base navale explique les nombreux ouvrages militaires présents sur le territoire de la commune (fort de Six-Fours, batteries du cap Nègre et du cap Sicié).
Sa côte est exposée à l'ouest, la rendant très sensible aux épisodes de Mistral dont les rafales peuvent aisément dépasser les 100 km/h lors des plus violents.
Les îles des Embiez et du Gaou marquent l'extrémité sud-ouest de la commune et constituent des réserves naturelles précieuses et une destination touristique prisée.
Le cap Sicié forme la pointe sud du territoire communal.
| Sanary-sur-Mer   | Ollioules            | La Seyne-sur-Mer |
| Mer Méditerranée | Six-Fours-les-Plages | La Seyne-sur-Mer |
| Mer Méditerranée | Mer Méditerranée     | Mer Méditerranée |

### Géologie, relief, flore et faune
La chapelle Notre-Dame-du-Mai culmine au point le plus haut de la commune, à 358 mètres d'altitude.
La commune est aussi très boisée, chênes et pins principalement, puis garrigue au-dessus de 250 m d'altitude. L'île des Embiez, en face du village du Brusc, appartient à la société Paul Ricard.

#### Le cap Nègre
Le cap Nègre de Six-Fours est un cap long d'environ 650 mètres, orienté vers l'ouest, qui se termine par la pointe Nègre ou pointe du Cap Nègre ; il ne doit pas être confondu avec son homonyme voisin géographiquement, le cap Nègre de la commune du Lavandou.

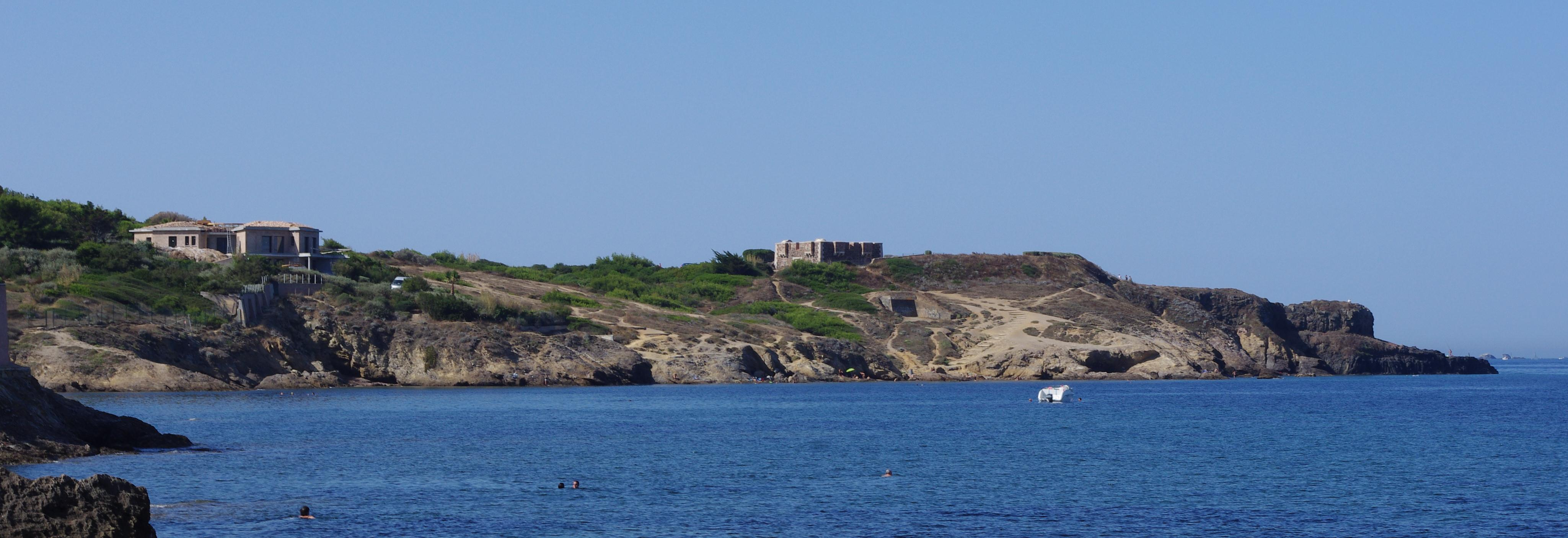
Le cap Nègre et sa batterie. À l'extrémité droite de la pointe, on voit nettement la coulée de basalte très noire de l'ancien volcan.

La pointe Nègre présente une caractéristique géologique exceptionnelle pour la France métropolitaine : elle résulte de l'éruption d'un volcan récent (à l'échelle des temps géologiques). La pointe Nègre (de l'adjectif negra, noir en occitan) tire en effet son nom de coulées de basalte noir bien visibles, dont l'une constitue la pointe extrême du cap Nègre. Le volcan, dont l'âge est estimé entre 5,6 et 6,5 millions d'années (fin du Miocène), est donc plus jeune que le Cantal. On peut notamment apercevoir sur la face nord de la pointe des orgues basaltiques, qui sont des colonnes régulières hexagonales formées lors du refroidissement du basalte. La pointe Nègre est constituée de deux coulées successives de lave qui ont à l'époque suivi une vallée en s'y solidifiant. On voit nettement ces deux coulées noires de basalte séparées par une couche rouge de cendres volcaniques solidifiées en observant le rivage sud du cap depuis son extrémité.
La base sud du cap héberge un jardin botanique public gratuit, partie aménagée du Parc de la Méditerranée, un espace public de 7 ha terminé par la pointe Nègre.
Sur la pointe Nègre se trouve la batterie du cap Nègre, un ouvrage militaire qui permettait, par sa position privilégiée, la défense de la baie de Sanary et de la rade du Brusc. La batterie est érigée en 1846, à la fin du règne de Louis-Philippe Ier. Depuis 1999, elle est devenue un lieu d’exposition et un centre muséologique, également accessible par le Parc de la Méditerranée.

### Hydrographie et eaux souterraines
En plus de sa façade méditerranéenne, donnant sur la baie de Bandol, la commune est arrosée par plusieurs fleuves côtiers, notamment par le Bouchou, long de 3,9 km, ayant comme affluent le Pontillot. Les deux cours d'eau passent au pied du fort de Six-Fours.
L'embouchure du fleuve côtier Reppe est en limite séparative des communes de Six-Fours-les-Plages et Sanary-sur-Mer.
En termes d'eaux souterraines, la commune dispose de dix ouvrages, dont quatre sources et deux puits d'eau de consommation.
La commune bénéficie de la station d'épuration de Toulon Ouest - Cap Sicié d'une capacité de 500 000 équivalent-habitants.

### Climat
Pour des articles plus généraux, voir Climat de Provence-Alpes-Côte d'Azur et Climat du Var.
En 2010, le climat de la commune est de type climat méditerranéen franc, selon une étude du Centre national de la recherche scientifique s'appuyant sur une série de données couvrant la période 1971-2000. En 2020, Météo-France publie une typologie des climats de la France métropolitaine dans laquelle la commune est exposée à un climat méditerranéen et est dans la région climatique Provence, Languedoc-Roussillon, caractérisée par une pluviométrie faible en été, un très bon ensoleillement (2 600 h/an), un été chaud (21,5 °C), un air très sec en été, sec en toutes saisons, des vents forts (fréquence de 40 à 50 % de vents > 5 m/s) et peu de brouillards.
Pour la période 1971-2000, la température annuelle moyenne est de 15,2 °C, avec une amplitude thermique annuelle de 14,6 °C. Le cumul annuel moyen de précipitations est de 701 mm, avec 6,8 jours de précipitations en janvier et 1,2 jours en juillet. Pour la période 1991-2020, la température moyenne annuelle observée sur la station météorologique de Météo-France la plus proche, « Toulon », dans la commune de Toulon à 8 km à vol d'oiseau, est de 16,7 °C et le cumul annuel moyen de précipitations est de 633,4 mm. 
La température maximale relevée sur cette station est de 40,1 °C, atteinte le 7 juillet 1982 ; la température minimale est de −9 °C, atteinte le 2 février 1956,,.
| Mois                                  | jan.            | fév.          | mars            | avril         | mai            | juin         | jui.            | août            | sep.           | oct.            | nov.            | déc.            | année     |
| ------------------------------------- | --------------- | ------------- | --------------- | ------------- | -------------- | ------------ | --------------- | --------------- | -------------- | --------------- | --------------- | --------------- | --------- |
| Température minimale moyenne (°C)     | 6,6             | 6,3           | 8,4             | 10,5          | 13,9           | 17,5         | 19,9            | 20,2            | 17,1           | 14,1            | 10,1            | 7,5             | 12,7      |
| Température moyenne (°C)              | 9,9             | 10,1          | 12,4            | 14,7          | 18,3           | 22,2         | 24,7            | 25              | 21,5           | 17,8            | 13,5            | 10,7            | 16,7      |
| Température maximale moyenne (°C)     | 13,2            | 13,8          | 16,4            | 18,8          | 22,6           | 26,8         | 29,5            | 29,8            | 25,9           | 21,4            | 16,8            | 13,9            | 20,7      |
| Record de froid (°C) date du record   | −7,2 12.01.1987 | −9 02.02.1956 | −4,3 06.03.1971 | 0,3 03.04.22  | 4,6 01.05.1960 | 9 04.06.1984 | 12,8 17.07.00   | 12,3 31.08.1986 | 8,4 27.09.1972 | 3,2 30.10.1950  | −0,9 27.11.1945 | −4,5 29.12.1944 | −9 1956   |
| Record de chaleur (°C) date du record | 20,9 19.01.07   | 23,2 17.02.22 | 26,4 02.03.08   | 28,1 23.04.09 | 34,7 27.05.22  | 36 27.06.19  | 40,1 07.07.1982 | 37 03.08.1975   | 34,9 05.09.16  | 29,3 11.10.1985 | 24,2 03.11.1977 | 21,9 13.12.1961 | 40,1 1982 |
| Précipitations (mm)                   | 70,5            | 46,8          | 39              | 55,4          | 40,2           | 27           | 6,2             | 13,4            | 69,9           | 105,8           | 93,4            | 65,8            | 633,4     |

| Diagramme climatique                                  |             |           |              |              |            |             |              |              |               |              |             |
| J                                                     | F           | M         | A            | M            | J          | J           | A            | S            | O             | N            | D           |
| 13,26,670,5                                           | 13,86,346,8 | 16,48,439 | 18,810,555,4 | 22,613,940,2 | 26,817,527 | 29,519,96,2 | 29,820,213,4 | 25,917,169,9 | 21,414,1105,8 | 16,810,193,4 | 13,97,565,8 |
| Moyennes : • Temp. maxi et mini °C • Précipitation mm |             |           |              |              |            |             |              |              |               |              |             |

Les paramètres climatiques de la commune ont été estimés pour le milieu du siècle (2041-2070) selon différents scénarios d'émission de gaz à effet de serre à partir des nouvelles projections climatiques de référence DRIAS-2020. Ils sont consultables sur un site dédié publié par Météo-France en novembre 2022.

## Urbanisme

### Typologie
Au 1er janvier 2024, Six-Fours-les-Plages est catégorisée grand centre urbain, selon la nouvelle grille communale de densité à sept niveaux définie par l'Insee en 2022.
Elle appartient à l'unité urbaine de Toulon, une agglomération inter-départementale regroupant 27  communes, dont elle est une commune de la banlieue,,. Par ailleurs la commune fait partie de l'aire d'attraction de Toulon, dont elle est une commune d'un pôle secondaire,. Cette aire, qui regroupe 35 communes, est catégorisée dans les aires de 200 000 à moins de 700 000 habitants,.
La commune, bordée par la mer Méditerranée, est également une commune littorale au sens de la loi du 3 janvier 1986, dite loi littoral. Des dispositions spécifiques d’urbanisme s’y appliquent dès lors afin de préserver les espaces naturels, les sites, les paysages et l’équilibre écologique du littoral, tel le principe d'inconstructibilité, en dehors des espaces urbanisés, sur la bande littorale des 100 mètres, ou plus si le plan local d’urbanisme le prévoit.

### Occupation des sols
Le tableau ci-dessous présente l'occupation des sols de la commune en 2018, telle qu'elle ressort de la base de données européenne d’occupation biophysique des sols Corine Land Cover (CLC).

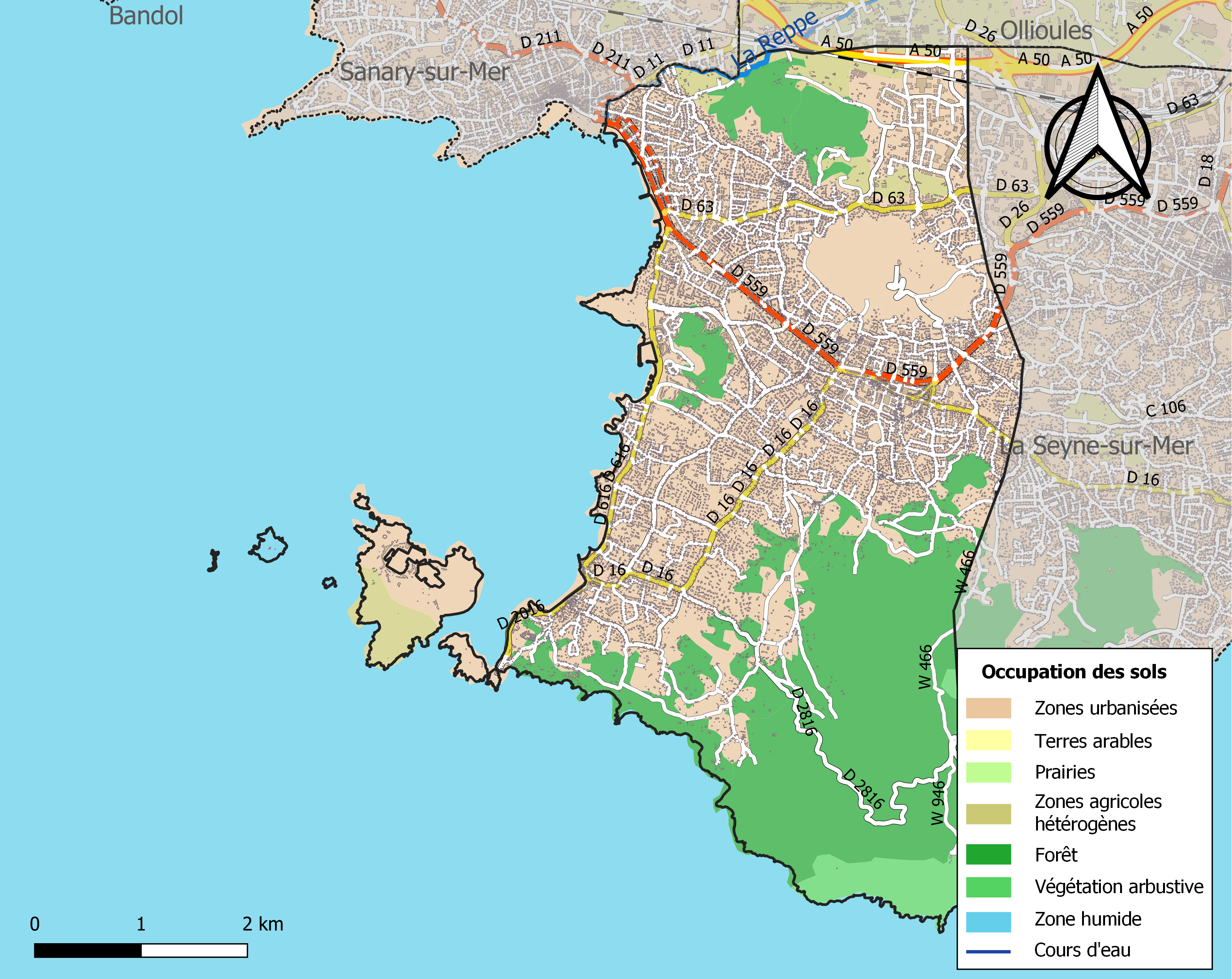
Carte des infrastructures et de l'occupation des sols de la commune en 2018 (CLC).

| Type d’occupation                                                                   | Pourcentage | Superficie (en hectares) |
| ----------------------------------------------------------------------------------- | ----------- | ------------------------ |
| Tissu urbain discontinu                                                             | 50,9 %      | 1369                     |
| Zones industrielles ou commerciales et installations publiques                      | 4,0 %       | 109                      |
| Zones portuaires                                                                    | 1,1 %       | 29                       |
| Espaces verts urbains                                                               | 3,9 %       | 106                      |
| Équipements sportifs et de loisirs                                                  | 0,9 %       | 24                       |
| Systèmes culturaux et parcellaires complexes                                        | 3,0 %       | 80                       |
| Surfaces essentiellement agricoles interrompues par des espaces naturels importants | 1,3 %       | 34                       |
| Forêts de conifères                                                                 | 8,5 %       | 228                      |
| Forêts mélangées                                                                    | 23,0 %      | 619                      |
| Végétation sclérophylle                                                             | 2,7 %       | 71                       |
| Mers et océans                                                                      | 0,9 %       | 23                       |
| Source : Corine Land Cover                                                          |             |                          |

### Morphologie urbaine
Six-Fours est d'abord un village construit sur la colline du fort et ceint d'une imposante muraille composée de plusieurs tours. Abandonné à partir du milieu du XVIIIe siècle, la commune est alors caractérisée par une multiplicité de hameaux : le Brusc, Reynier, Curet, Barras, Catalan, Garnaud, Audibert, Nanscomme, Bernard haut, Bernard bas, la Coudoulière.
Après la Seconde Guerre mondiale, la commune voit sa population augmenter fortement, notamment à partir des années 60. Sa situation géographique en fait une destination touristique prisée, sous l'influence de Sanary-sur-Mer. Un urbanisme de villégiature se développe alors. De plus, le développement de Toulon, de sa base navale, ainsi que le rapatriement des Français d'Algérie en fait également une destination résidentielle importante. Elle constitue aujourd'hui tout à la fois une banlieue résidentielle de l'agglomération toulonnaise et une station balnéaire appréciée pour son patrimoine naturel.
Dans le cadre du réaménagement urbain, la municipalité de Six-Fours-les-Plages prévoit trois projets : le projet d’aménagement de l’avenue de la Mer, le projet des franchissements de la Reppe et de liaisons avec le boulevard de Cabry, ainsi que le projet de remise à niveau du port du Brusc.
Le plan local d'urbanisme du 10 avril 2015 de la commune a été modifié le 14 novembre 2017,.

### Voies de communications et transports

#### Réseau routier
Six-Fours-les-Plages est desservie par l'autoroute A50 : en venant de Lyon (via l'A7) ou Marseille,  sortie no 12 Bandol ; en venant de Nice (via l'A8 puis A57 jusqu’à Toulon) et A50  sortie no 13 La Seyne Ouest - Six-Fours - Ollioules. Concernant le réseau secondaire, la commune est reliée à Bandol et Toulon par la route départementale RD 559.

#### Réseau ferroviaire
La gare la plus proche est celle de Toulon, desservie tant sur le plan national, par les TGV, que sur le plan régional, par les TER. Quelques liaisons TER s'arrêtent également en gare de La Seyne - Six-Fours ainsi que la gare d'Ollioules toute proche de Sanary-sur-Mer.

#### Réseau maritime
L'archipel des Embiez dépendant de la commune, une navette maritime relie le port du Brusc, à l'île des Embiez, plusieurs fois par jour.

#### Transports en commun

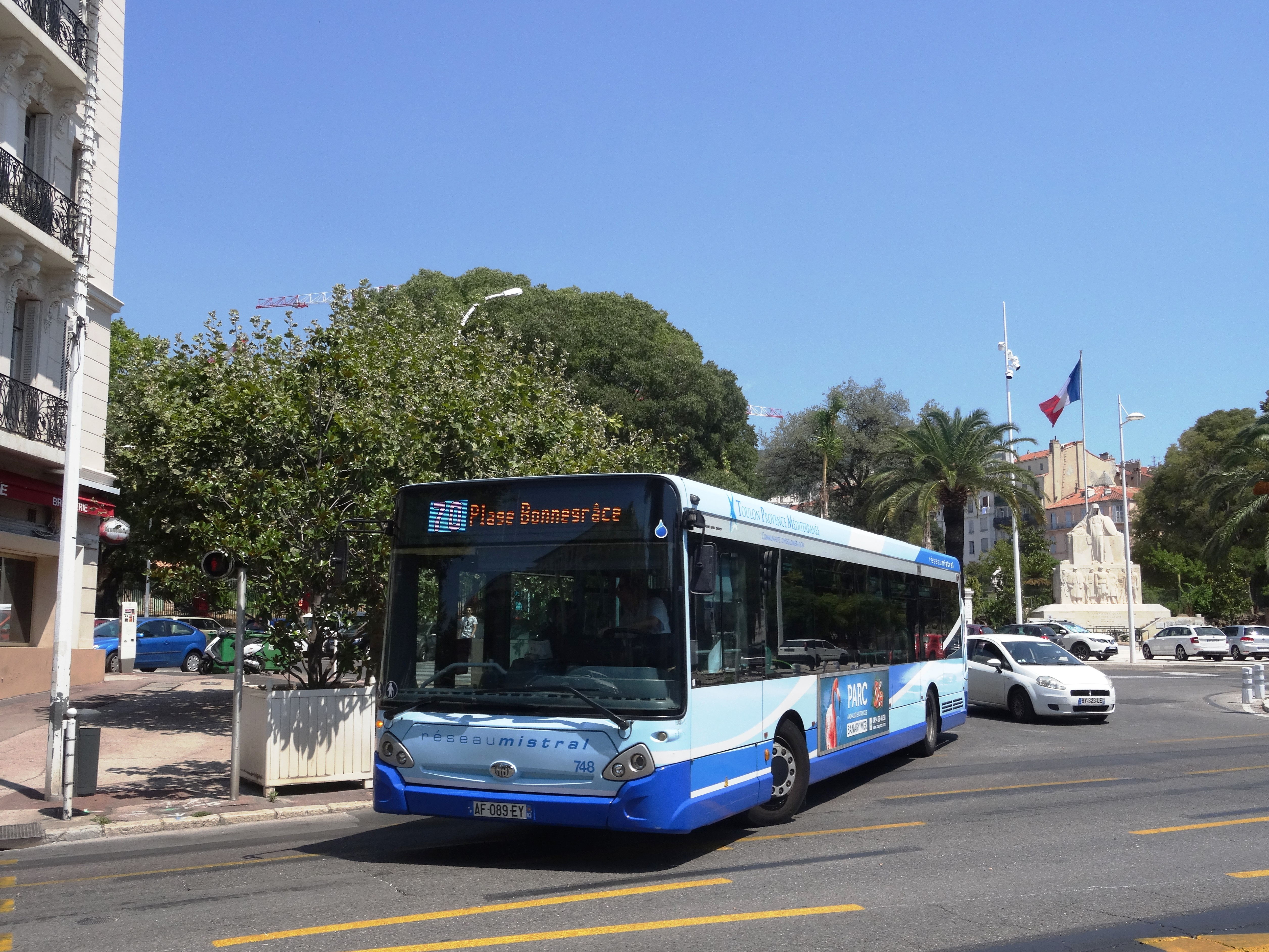
Bus de la ligne 70 à Toulon allant vers Six-Fours, place Gabriel Péri.

La métropole Toulon Provence Méditerranée a mis en place un réseau de bus, qui relie les douze communes de la communauté, dont Six-Fours-les-Plages : le Réseau Mistral. Cinq lignes desservent la commune : 70, 71, 72, 84, 87; auxquels s'ajoutent les appels-bus 80 et 84.
Au niveau départemental, le réseau Varlib permet de rejoindre d'autres communes du département, via Six-Fours-les-Plages :
- Ligne 8805 - Bandol - Toulon
- Ligne 8806 - Bandol - La Seyne-sur-Mer
- Ligne 8832 - Six-Fours-les-Plages - Saint-Cyr-sur-Mer
- Ligne 8837 - Le Beausset - Six-Fours-les-Plages

#### Transports aériens
Par la route, la commune est située à 36 kilomètres de l'aéroport de Toulon-Hyères, à 87 kilomètres de l'aéroport Marseille-Provence et à 154 kilomètres de l'aéroport de Nice-Côte d'Azur.

## Toponymie

### Origine du nom de la commune
Son nom signifierait « six forts ou postes fortifiés » venant du latin Sex Fortis ou Sex Furni.

### Le nom de la commune enprovençal
La commune se dénomme Sièis Four en provençal selon la norme mistralienne (Sièis Forns, selon la norme classique). Les panneaux mis en place par la commune portent quant à eux la mention Sièis-Four en Prouvènço.

### Noms des familles
1335-1354 : Antelme, Audibert, Aycard, Barthélemy, Catalan, Chabert, Curet, Daniel, Denans, Fabre, Geoffroy, Guigou, Icard, Isnard, Lombard, Martin, Martinenq, Pascal, Pourquier, Sabatier, Tortel, Vidal.
XVIe siècle : Alphand, Ardouin, Aube, Baron, Beaussier, Bernard, Cautelier, Chrétien, Collomb, Decugis, Estienne, Gauthier, Jouglas, Julien, Lieutaud, Piston, Roux, Tallian.
XVIIe siècle : Aillaud, Allègre, Archier, Arnaud, Blanc, Bonnafoux, Boyer, Chardousse, Cornille, Drogou, Espanet, Fournier, Garcin, Grimaud, Gueit, Imbert, Melle, Olivier, Pecouit, Pellegrin, Reboul, Rey, Richelme, Saurin, Serre, Venel.
Il est à noter que les noms des familles n'étaient pas suffisants pour distinguer les personnes compte tenu des mariages entre familles du même nom. Pour ce faire on rajoutait systématiquement un surnom. Par exemple : Tripe, Grand, Benet, Catellan, Mouton, Agasse…
D'ailleurs certains de ces surnoms sont restés comme noms de quartiers de la commune.

## Histoire
Vers 550 av. J.-C., les Grecs qui avaient créé Marseille (Massalia) fondèrent sur la colline dominant le Brusc actuel le comptoir de Tauroention, dont parlent Ptolémée et Strabon. Régulièrement menacés par les Ligures de l'intérieur, ils consolidèrent leur position au moyen de six postes fortifiés, chacun étant signalé par un feu, d'où le nom de Six-Fours (en latin furni, « fours »).
Six Fors, nom de la ville au Moyen Âge, était séparée au nord de la communauté d’Ollioules, la rivière la Reppe allant jusqu'à son embouchure près de Saint-Nazaire, aujourd'hui Sanary.
Les populations avoisinantes se réfugiaient dans la place fortifiée au sommet de la colline lors des multiples invasions des barbares venant du Nord, ou des Sarrasins venant de la mer. Jamais cette redoutable citadelle ne succomba à l'ennemi (d'où la chanson folklorique « Ceu a Six Fors que pissoun lou plou for », reprise depuis dans le répertoire paillard).

### Époque préhistorique
En 1955, Christian Cresci découvre une grotte naturelle, au sud du quartier de la Lèque, dans les falaises qui dominent la mer. Jean Layet, spécialiste de la préhistoire dans la région de Toulon y mène des fouilles. Il y découvre une sépulture collective avec de nombreux ossements brisés (cinq ou six individus), ainsi que quelques objets (pointe de silex, coquillages et cailloux de couleur). Les paléontologues ont daté ces traces à environ 40 000 à 10 000 ans av. J.-C.

### Époque gréco-romaine
Les traces les plus significatives de l'époque gréco-romaine ont été mises au jour dans le lieu-dit : la Citadelle, au hameau du Brusc. Cet endroit, qui surplombe le port du Brusc, a été sur-urbanisé depuis la Seconde Guerre mondiale. On pouvait voir encore les restes de fortifications (une solide muraille de plus d'un mètre d'épaisseur). Des monnaies massaliotes, grecques et romaines y ont été trouvées, mais également des objets en bronze, de la céramique sigillée, en verre, en os, des meules de moulins à bras en basalte et des objets en fer et en plomb.
En 1953, on découvre, par hasard, une galerie souterraine sous la route de la Citadelle. Il s'agit en réalité des fondations d'un aqueduc qui alimentait probablement Le Brusc en eau potable et ravitaillait les navires. La construction de cet édifice ne peut être attribuée qu’aux Grecs de la colonie massaliote. D’autres objets trouvés au cours des fouilles alentour témoignent de l'importante activité de cette colonie grecque.
Tauroies - Tauroentium : la position de cette colonie phocéenne de Marseille a été l’objet de diverses querelles entre archéologues. Cependant les découvertes sous-marines prouvent que celle-ci était bien située au Brusc. Marseille s'étant alliée à Pompée durant la première guerre civile, César en fit le siège et la prit en 49 av. J.-C. En représailles, la citadelle de Tauroentium fut détruite.
L’importance stratégique de ce poste avancé de Marseille est donc bien justifiée. Il reste cependant à mettre en évidence l’Acropole (lieu du feu sacré et des sacrifices) puisque la fondation d’une colonie grecque se faisait selon un rite religieux précis. Malheureusement, aucune trace n’a été mise en évidence. L’aqueduc reste quant à lui enterré et n'est visible qu'en passant par un café.
Civilisation gallo-romaine : de très nombreuses découvertes (débris de mosaïques, tombes à tuiles, poteries rouge sigillée, céramiques campaniennes, meules, fioles de verre…) ont été faites sur les habitations sur Six-Fours : le Verger, les Crottes, Lerys, la Petugue, Sauviou, les Playes (village gallo-romain de grande étendue), la Calade, Pépiole (près de la chapelle).
Du fait de la profusion des constructions beaucoup de recherches et de traces du passé risquent de demeurer à jamais dans le sol. Mais ces découvertes effectuées au début du XXe siècle sont pourtant significatives de l’activité gallo-romaine.

### Moyen Âge
La Gaule au début du IVe siècle connaît un essor religieux important. Trente évêchés en 313, et vers 360 sur les côtes de la Méditerranée les couvents se construisent. Ainsi l’influence romaine se résorbe et laisse place à un monde chrétien.[réf. souhaitée] Notons que les premiers évêques de Toulon, sont Augustal entre 441 et 450 et Honoré existait en 450.
Les Wisigoths (en 412) font des incursions jusqu’en Provence, puis les Ostrogoths et les Francs.
En cette région, une civilisation originale mélange de traditions romaines et des coutumes des envahisseurs nordiques se créa peu à peu. Mais l’usage du latin se perd, le pouvoir religieux se dégrade la misère et la sauvagerie augmentent. La Provence, à partir de 771, est incluse dans le Saint-Empire romain germanique, et restera liée jusqu’au XIVe siècle.
La mort de la reine Jeanne Ire ouvre une crise de succession à la tête du comté de Provence, les villes de l’Union d'Aix (1382-1387) soutenant Charles de Duras contre Louis Ier d'Anjou. La communauté de Six-Fours soutient les Duras jusqu’en 1386, puis change de camp pour rejoindre les Angevins grâce aux négociations patientes de Marie de Blois, veuve de Louis Ier et régente de leur fils Louis II. La reddition d’Aix a également pu jouer un rôle dans la volte-face de la communauté.

### Époque contemporaine
La commune a été décorée, le 11 novembre 1948, de la Croix de guerre 1939-1945.

## Population et société

### Démographie
L'évolution du nombre d'habitants est connue à travers les recensements de la population effectués dans la commune depuis 1793. Pour les communes de plus de 10 000 habitants les recensements ont lieu chaque année à la suite d'une enquête par sondage auprès d'un échantillon d'adresses représentant 8 % de leurs logements, contrairement aux autres communes qui ont un recensement réel tous les cinq ans,.

En 2022, la commune comptait 36 843 habitants, en évolution de +10,81 % par rapport à 2016 (Var : +4,98 %, France hors Mayotte : +2,11 %).
| 1793  | 1800  | 1806  | 1821  | 1831  | 1836  | 1841  | 1846  | 1851  |
| ----- | ----- | ----- | ----- | ----- | ----- | ----- | ----- | ----- |
| 2 423 | 2 600 | 2 874 | 2 798 | 3 081 | 3 001 | 1 836 | 2 910 | 2 924 |

| 1856  | 1861  | 1866  | 1872  | 1876  | 1881  | 1886  | 1891  | 1896  |
| ----- | ----- | ----- | ----- | ----- | ----- | ----- | ----- | ----- |
| 2 649 | 2 805 | 2 830 | 2 840 | 2 981 | 2 661 | 2 646 | 2 771 | 2 823 |

| 1901  | 1906  | 1911  | 1921  | 1926  | 1931  | 1936  | 1946  | 1954  |
| ----- | ----- | ----- | ----- | ----- | ----- | ----- | ----- | ----- |
| 3 508 | 3 238 | 3 373 | 3 292 | 3 730 | 3 869 | 4 615 | 4 750 | 5 925 |

| 1962  | 1968   | 1975   | 1982   | 1990   | 1999   | 2006   | 2011   | 2016   |
| ----- | ------ | ------ | ------ | ------ | ------ | ------ | ------ | ------ |
| 9 057 | 15 118 | 20 090 | 25 526 | 28 957 | 32 742 | 34 325 | 34 275 | 33 250 |

| 2021   | 2022   | - | - | - | - | - | - | - |
| ------ | ------ | - | - | - | - | - | - | - |
| 36 203 | 36 843 | - | - | - | - | - | - | - |

### Enseignement
La commune dépend de l'académie de Nice, et compte plusieurs établissements scolaires : six écoles maternelles, six écoles primaires, deux collèges (Font-de-Fillol et Reynier), et un lycée professionnel (La Coudoulière).

### Santé
Plusieurs professionnels de santé sont installés à Six-Fours-les-Plages : 27 médecins, 16 pharmacies, 34 dentistes. Le centre hospitalier le plus proche se trouve à La Seyne-sur-Mer.

### Culte
Les paroisses catholiques de Six-Fours-les-Plages font partie du diocèse de Fréjus-Toulon, doyenné de La Seyne-sur-Mer. Elles sont au nombre de trois : Sainte-Anne, la Collégiale et Saint-Pierre-du-Brusc.
La paroisse de l'église réformée regroupe les communes de Sanary, Six-Fours et La Seyne.
La synagogue la plus proche se situe à Toulon.

### Manifestations culturelles et festivités
- Les Voix du Gaou, festival musical ayant eu lieu sur l'île du Gaou de 1997 à 2015.
- Les arènes construites en 1990 par la société Ricard[42].
- La maison du cygne[43] dans le bois de la Coudoulière est un lieu d'expositions temporaires avec une collection permanente de sculptures contemporaines dans le jardin adjacent.

## Économie

### Budget et fiscalité 2023
En 2023, le budget de la commune était constitué ainsi :
- total des produits de fonctionnement : 53 317 000 €, soit 1 486 € par habitant ;
- total des charges de fonctionnement : 45 771 000 €, soit 1 275 € par habitant ;
- total des ressources d’investissement : 22 585 000 €, soit 629 € par habitant ;
- total des emplois d’investissement : 24 762 000 €, soit 690 € par habitant ;
- endettement : 50 717 000 €, soit 1 413 € par habitant ;

avec les taux de fiscalité suivants :
- taxe d’habitation : 13,46 % ;
- taxe foncière sur les propriétés bâties : 22,89 % ;
- taxe foncière sur les propriétés non bâties : 41,39 % ;
- taxe additionnelle à la taxe foncière sur les propriétés non bâties : 0,00 % ;
- cotisation foncière des entreprises : 0,00 %.

Chiffres clés Revenus et pauvreté des ménages en 2018 : Médiane en 2018 du revenu disponible, par unité de consommation : 22 960 €.

### Entreprises et commerces

#### Viticulture
Six-Fours-les-Plages fait partie des communes viticoles du vignoble de la Provence. À ce titre, cette commune a l'autorisation de produire l'AOC Côtes-de-provence et les IGP Var, Mont Caume et Méditerranée.

#### Commerces
Nombreux commerces de proximité.

#### Tourisme
- Station balnéaire[48].
- Hôtels, restaurants, gîtes[49].
- Office de tourisme[50].

## Culture locale et patrimoine

### Lieux et monuments

#### Patrimoine militaire

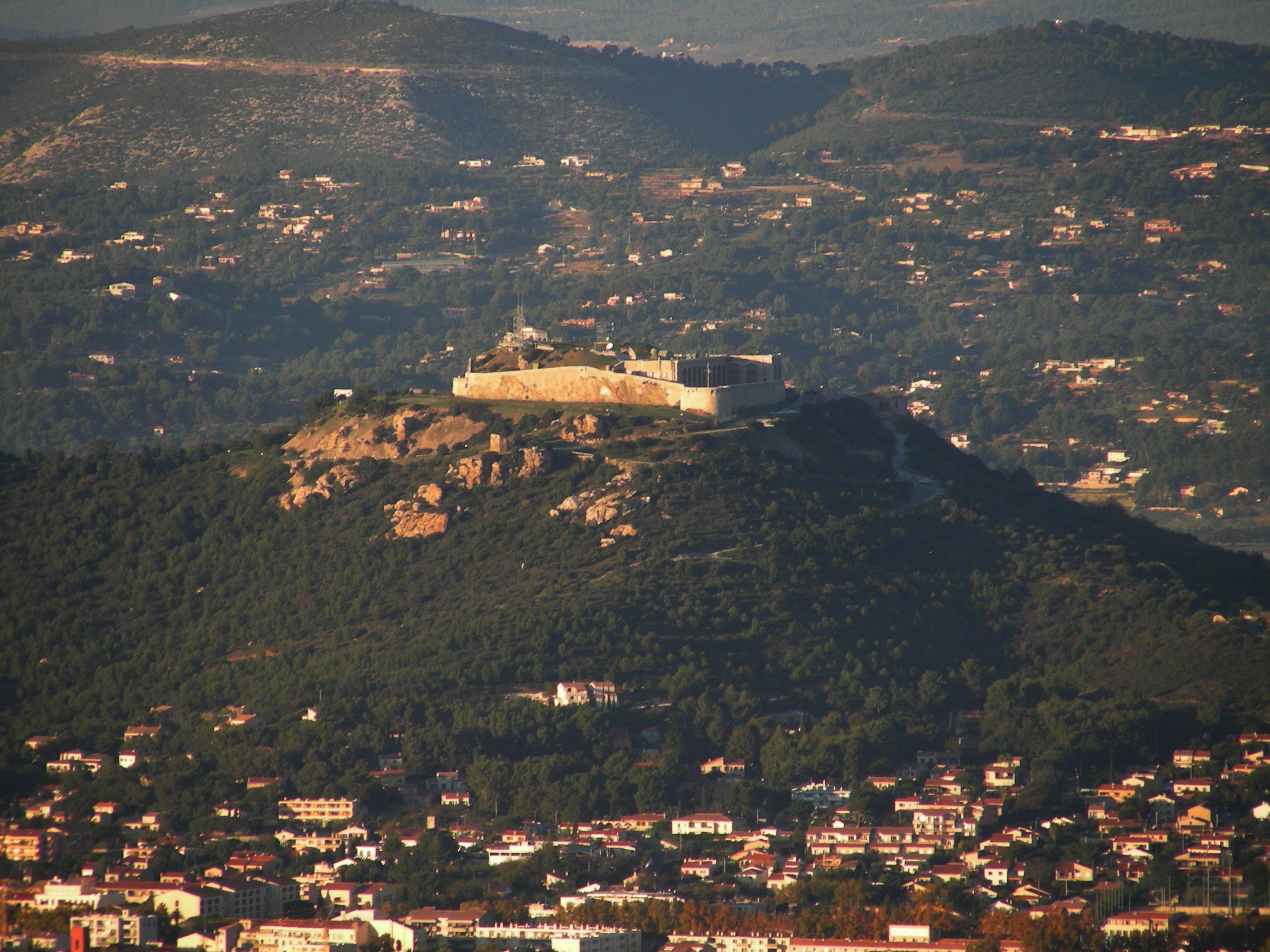
Le fort de Six-Fours.

- Construit au XIXe siècle, le fort de Six-Fours (alt. 210 m) domine la commune. Il est utilisé comme centre militaire d'écoute pour la zone Méditerranée et comme centre d’opérations de la Force aéronavale nucléaire[51].
- La batterie du cap Nègre, construite entre 1846 et 1850.
- Les blockhaus datant de la Seconde Guerre mondiale se rencontrent tout le long du littoral (du cap Sicié au Brusc en particulier) et à l'ouest du fort de Six-Fours (terrain militaire, accès réglementé).

#### Patrimoine religieux

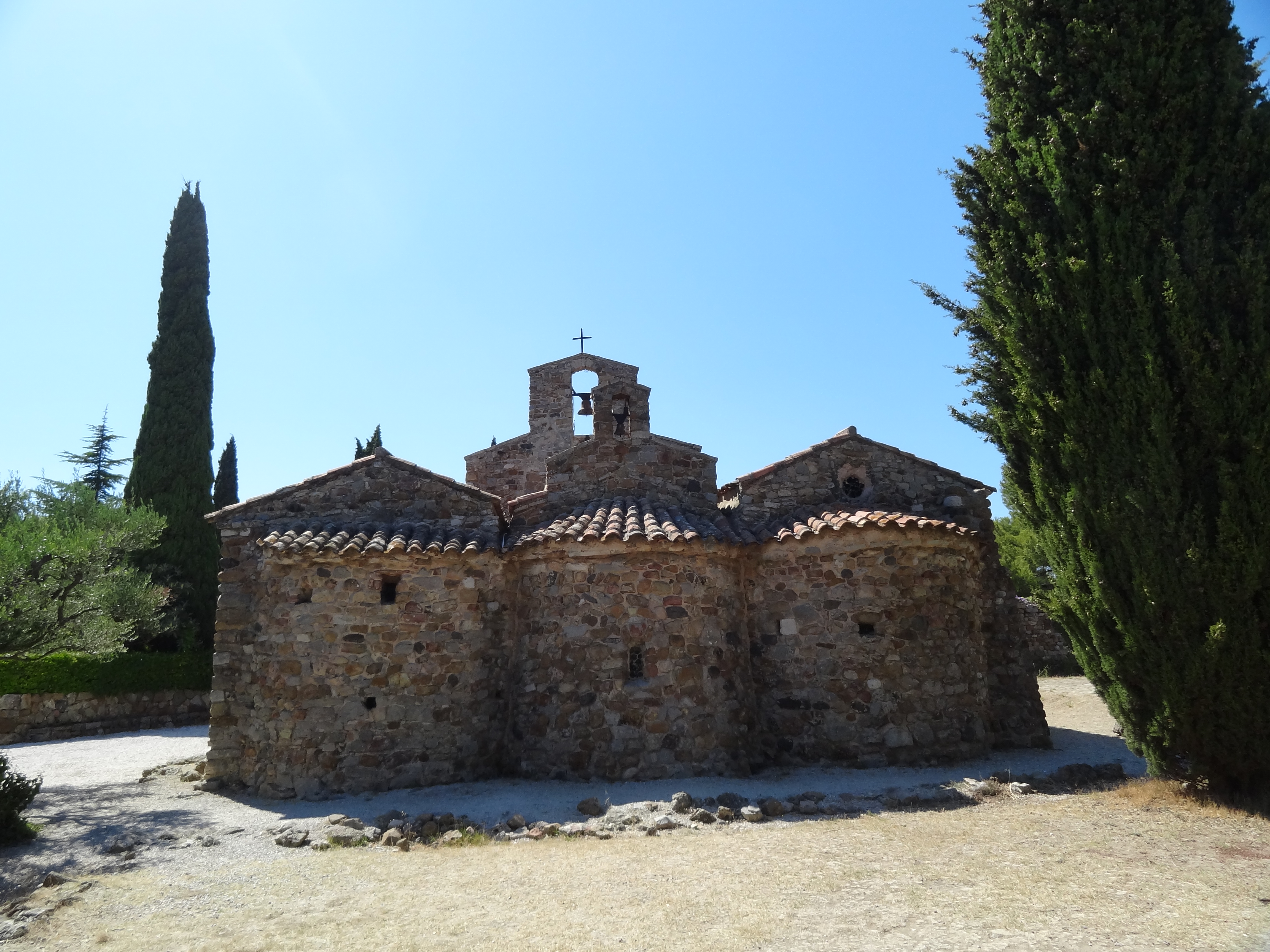
Les trois nefs de la chapelle Notre-Dame de la Pépiole.

La chapelle Notre-Dame de la Pépiole

Cette chapelle, composée de pierres roses, jaunes et grises, de deux charmants campaniles et de trois "absidioles", est au milieu d'un site merveilleux : un paysage composé de pins, cyprès, oliviers, vignes et genêts sur fond de montagne toulonnaise. Ses trois chapelles romanes primitives, indépendantes à l'origine, ont été réorganisées en un unique lieu de culte par le percement de grandes arcades latérales de pierre bleue. À l'intérieur, statue du XVIIe siècle de Notre-Dame de la Pépiole.
Cette petite chapelle rurale dépendait de l’évêché de Toulon avant d'être intégrée au terroir de Six-Fours. Elle date des Ve ou VIe siècle (époque mérovingienne), en faisant un des bâtiments chrétiens encore debout parmi les plus anciens de France. Elle est agrandie au XIe ou XIIe siècle.

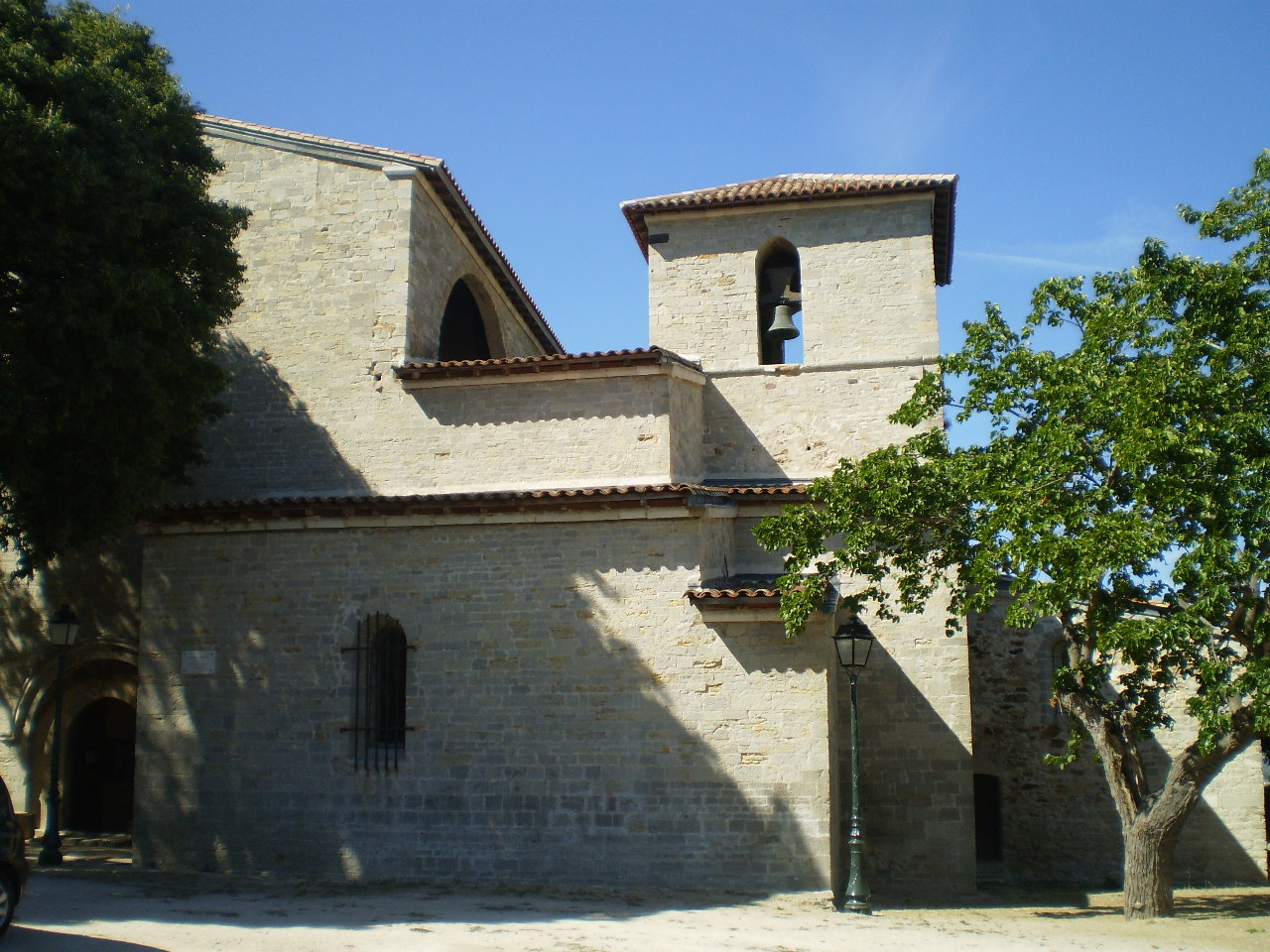
La collégiale Saint-Pierre.

La collégiale Saint-Pierre

Cette église, jouxtant le fort de Six-Fours, se compose d'un édifice roman originel datant du XIIe siècle qui a été agrandi au début du XVIIe siècle par une construction de style gothique. De son emplacement, on a un extraordinaire panorama sur les rades de Toulon et de Sanary. Cette église appartint longtemps à l'abbaye de Montmajour, puis passa au monastère de Saint-Victor de Marseille. On y remarque une quinzaine de tableaux, parmi lesquels, un triptyque, un magnifique polyptyque attribué à Louis Bréa et une « descente de croix » de l'école flamande (fin du XVIe). Elle abrite aussi plusieurs statues, dont une très belle statue de la Vierge (mais faussement attribuée à Pierre Puget). L'église fait l'objet d'une dispute historiographique: selon les travaux les plus fréquents, l'église aurait été bâtie sur une église primitive du Ve ou du VIe siècle (elle-même peut-être assise sur les ruines d'un temple gréco-romain). D'autres réfutent ces origines et s'en tiennent à une première église romane du XIIe siècle (voir Bibliographie. Cahier du patrimoine de l'Ouest Varois no 11 (2007) et no 13 (2010)).
La chapelle Notre-Dame-du-Mai

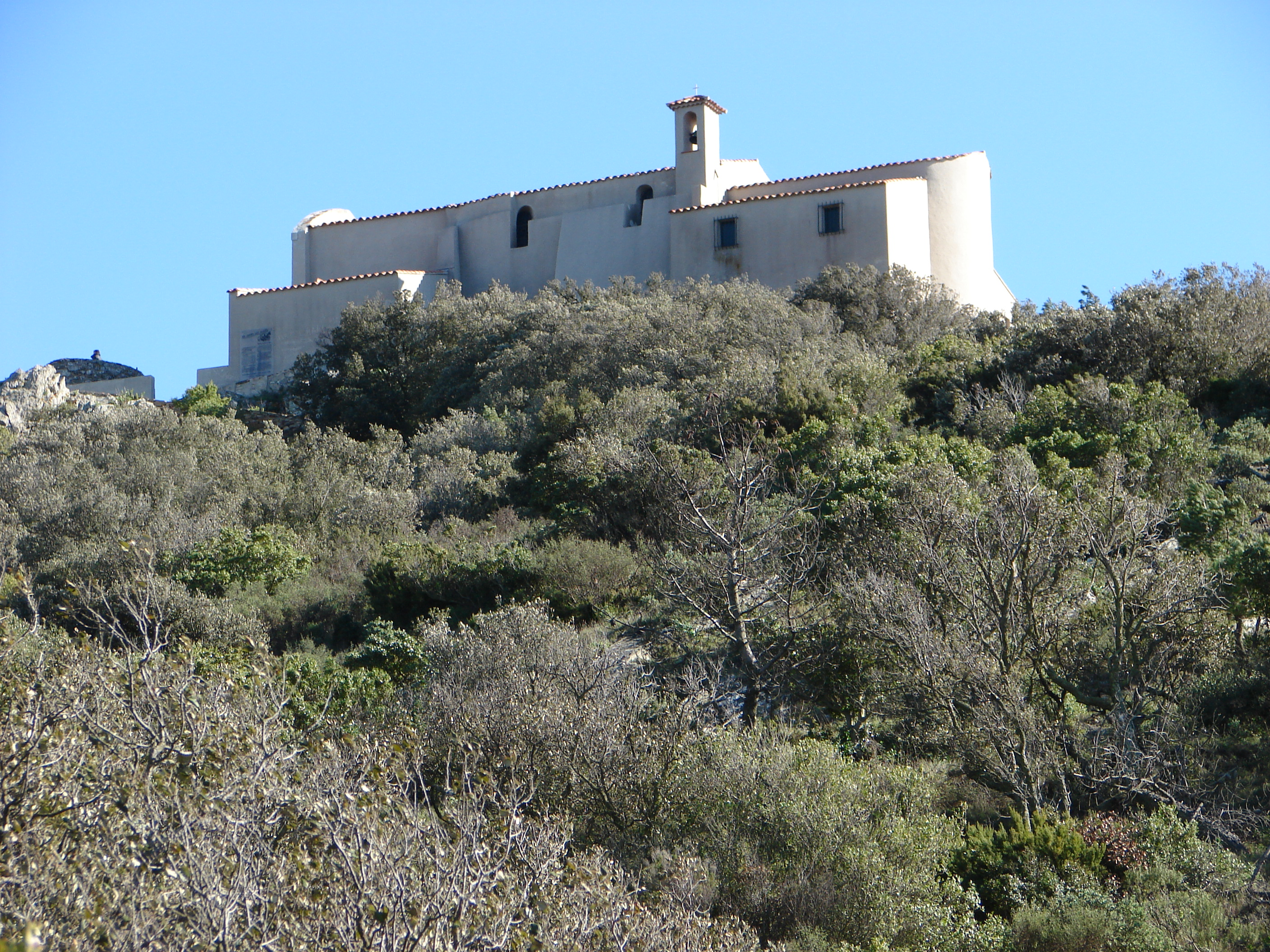
Notre-Dame-de-Bonne-Garde (dite Notre-Dame-du-Mai).

Cette chapelle, a été bâtie en reconnaissance de gardiens épargnés par la foudre en 1625 dans leur Tour de Garde.
Le chœur de la chapelle Notre-Dame-de-Bonne-Garde, qui surplombe le cap Sicié, est situé dans la commune de Six-Fours (le reste de l'édifice étant situé dans la commune de La Seyne-sur-Mer).

### Patrimoine environnemental
- Le cap Sicié, à l'ouest duquel on trouve l'archipel des Embiez et le village de pêcheurs du Brusc, et à l'est La Seyne-sur-Mer. Cette avancée dans la mer est réputée pour son aspect sauvage et son environnement maritime. Sur son sommet est érigée (à 357 m) la chapelle Notre-Dame-du-Mai, ou de la Garde ; elle abrite de nombreux ex-voto, en reconnaissance pour les vies des marins épargnées par la mer.
- La lagune du Brusc, classée en zone Natura 2000.
- Le cap Nègre et le parc de la Méditerranée aménagé sur une partie de celui-ci.

### Patrimoine architectural civil
- La villa Cécile[57], propriété privée fermée au public, qui faisait partie au XVIIe siècle d'un domaine plus étendu regroupant des terres agricoles et des bois et qui appartenait à la confrérie Su Saint Esperit[58]. L'architecture de la maison de maître est d'inspiration italienne. Dans le parc botanique remarquable[59] qui entoure la propriété, des palmiers rares sont cultivés, notamment des archontophoenix. Une tèse[60], ou chasse des dames existe toujours dans le parc.
- La villa Saint Ange (1933), route de la Lecque[61], construite par l'architecte Barry Dierks sur une commande de Hedwige d'Ursel[62]. Membre de la haute aristocratie belge, protectrice des enfants royaux Albert et Baudouin pendant l’Occupation, intime de nombreuses têtes couronnées d’Europe, Hedwige d'Ursel, comtesse du Saint-Empire invitera l’ex-impératrice d’Autriche et ses enfants à passer l’été 1937 dans sa demeure[63]. Propriété privée fermée au public.
- Le phare du Grand Rouveau[64],[65].

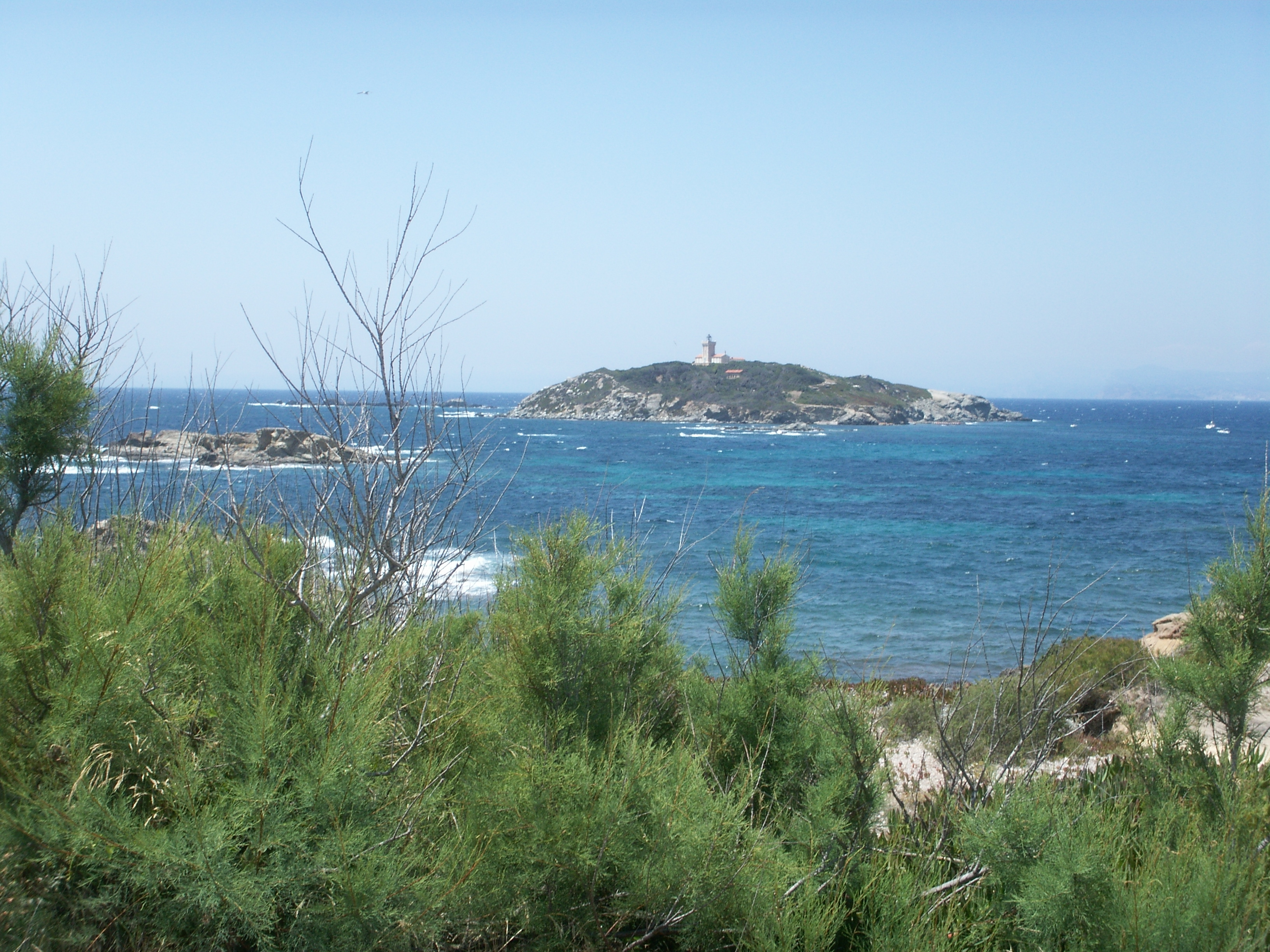
Le Grand Rouveau.

- L'émetteur du cap Sicié avec une tour hertzienne haute de 82 mètres.

### Personnalités liées à la commune
- Vincent Allègre, avocat, parlementaire et gouverneur de la Martinique, y est né en 1835 ;
- Pierre Estienne, pédagogue, y est né en 1855 ;
- Le prince Alexandre Galitzine et la princesse Marina Petrovna de Russie ont vécu à Six-Fours des années 1930 jusqu'à leur mort ;
- Paul Landowski, sculpteur français, y a possédé une maison et un atelier au Brusc, de 1926 à sa mort en 1961 ;
- Françoise Landowski-Caillet, pianiste et peintre française, y a vécu et travaillé tout au long de sa vie. Elle y a notamment réalisé les vitraux et le chemin de croix de l'église Saint-Pierre du Brusc, ainsi que le chemin de croix de l'église des Lônes ;
- Alain Bombard, médecin et biologiste, créateur, en 1966, de l’Institut océanographique Paul-Ricard, sur l'île des Embiez ;
- Franck Esposito, nageur olympique français, a grandi à Six-Fours-les-Plages ;
- Hélène Ségara est originaire de Six-Fours-les-Plages. Ses parents y habitent ;
- Patricia Lavila, chanteuse, a habité à Six-Fours ;
- Jean Deruelle, arrivé au début des années 1970, a résidé dans la commune jusqu'à sa mort ;
- Martine Époque, professeure de danse et chorégraphe ;
- Fabien Incardona, chanteur originaire de Six-Fours.

### Six-Fours-les-Plages et le cinéma
Ont été tournés à Six-Fours-les-Plages :
- 1937 : L'Étrange Monsieur Victor de Jean Grémillon, avec Raimu, Madeleine Renaud et Viviane Romance ;
- 2001 : Blanche de Bernie Bonvoisin, avec Jean Rochefort ;
- 2007 : Enfin veuve d'Isabelle Mergault ;
- 2020 : Draculi & Gandolfi de Guillaume Sanjorge, avec l’île du Gaou en décor de fond[66],[67].

### Héraldique
| Armes de Six-Fours-les-Plages | Blasonnement : De gueules à la coquille d'argent ombrée de sable. |

Ville jumelée en 1978 avec la ville d'Emmendingen en Allemagne (une pièce en argent commémorative a été frappée à cet effet).

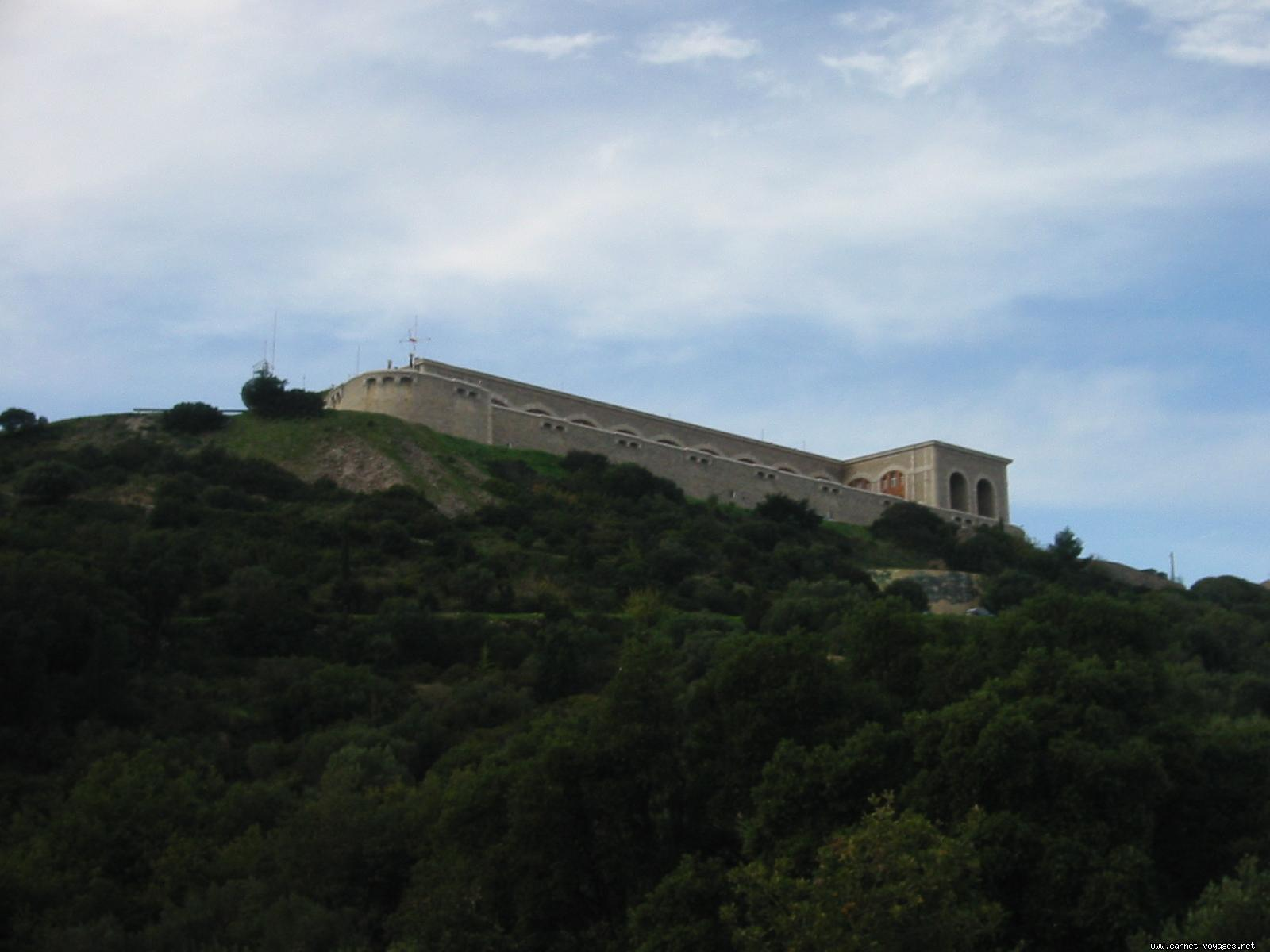
Le fort et la collégiale de Six-Fours.
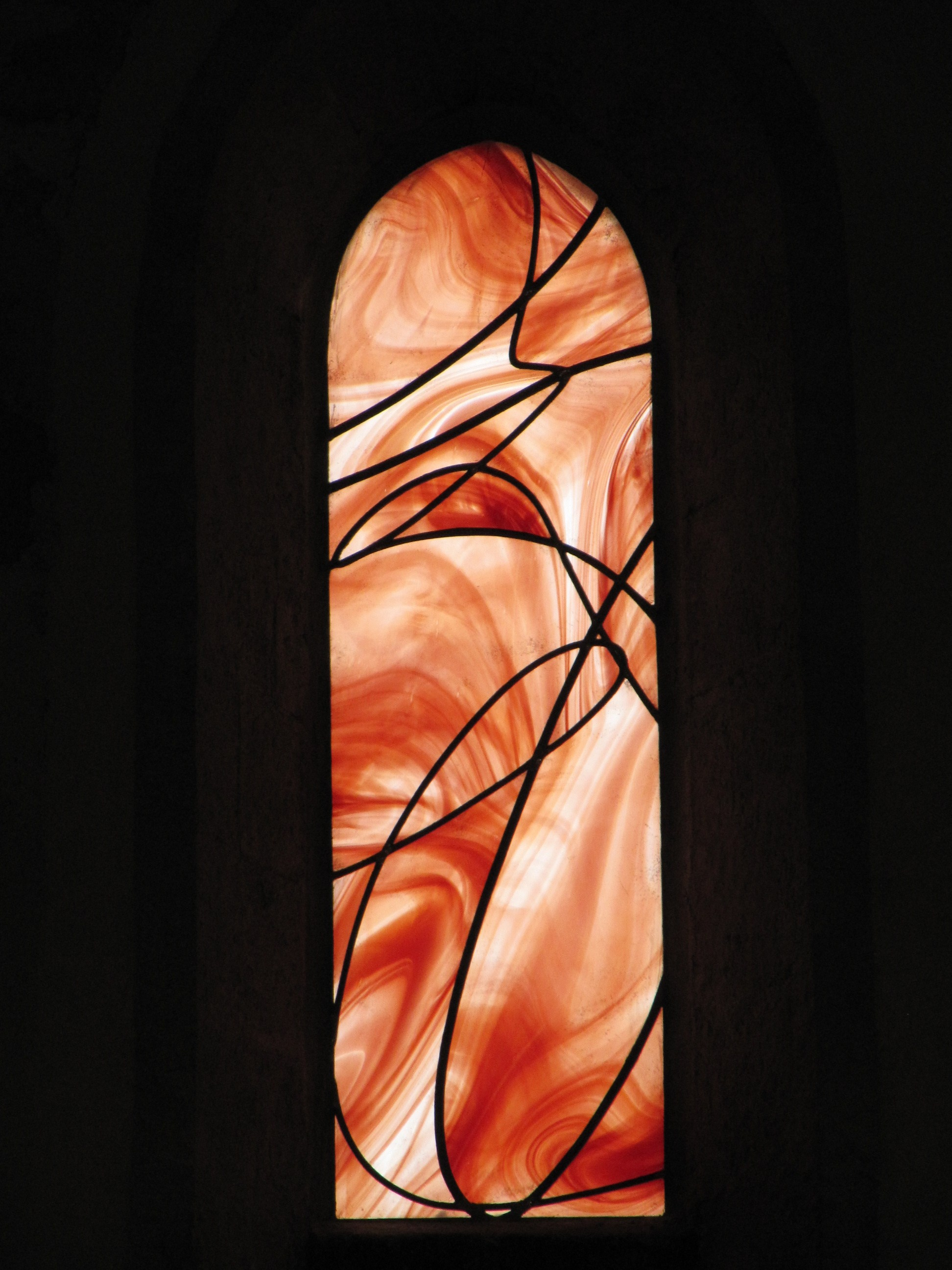
Un des nouveaux vitraux de la collégiale Saint-Pierre.
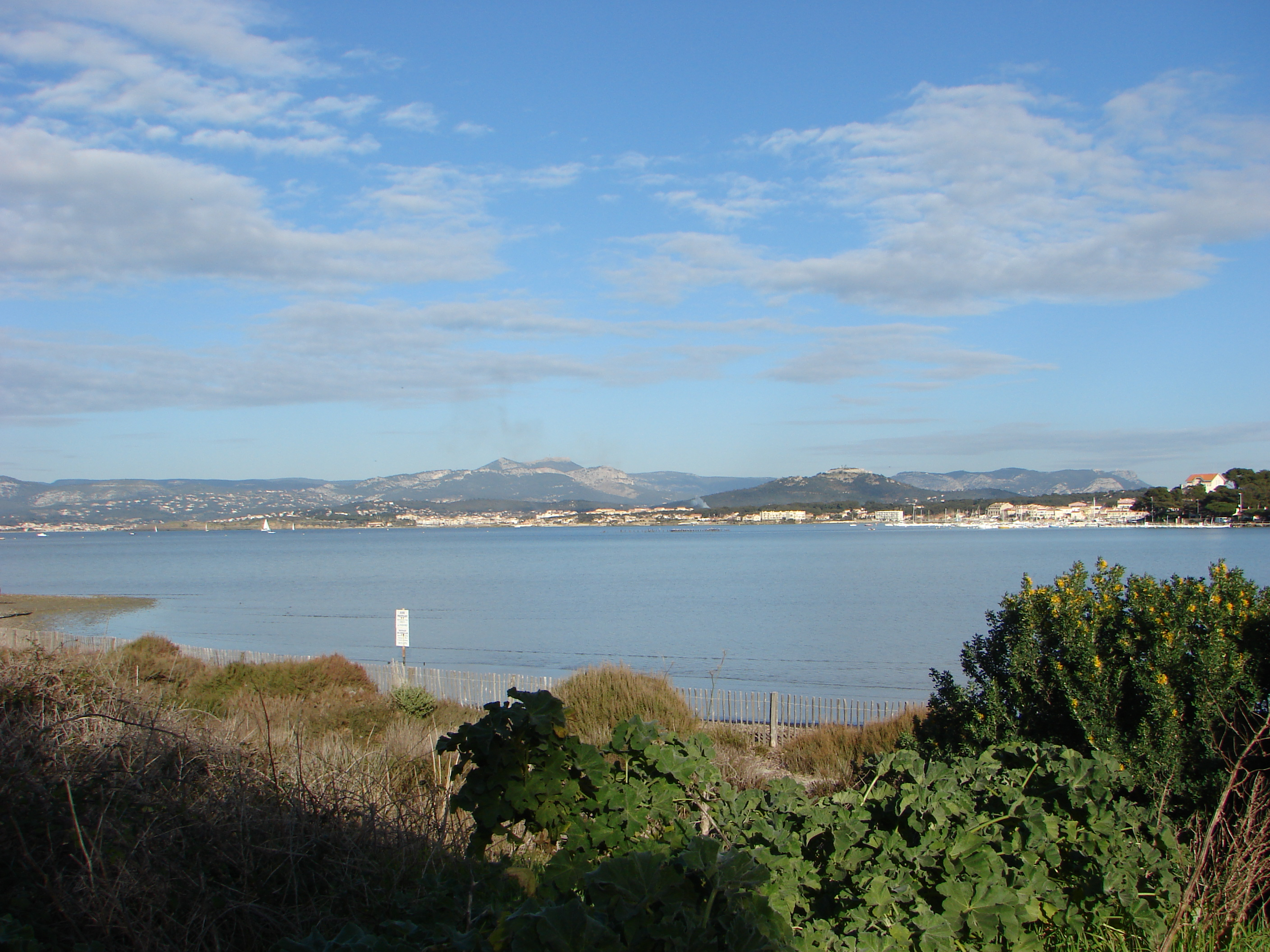
Lagune du Brusc depuis le Gaou.